# Nicrophorus humator
Espèce
Nicrophorus humator, le « nécrophore ensevelisseur », est une espèce d'insectes coléoptères de la famille des Silphidae. 
C'est un « nécrophage », c'est-à-dire se nourrissant de cadavres. Il enterre les carcasses de petits vertébrés comme des oiseaux et des mammifères, et s'en sert de source de nourriture pour ses larves.

## Description
Corps noir long d'environ 23 mm, antennes terminées par une massue orange.

## Distribution
Eurasiatique, présent dans toute la France (sans être abondant).

## Comportement
Avant d'enterrer un animal mort, ce nécrophore peut être amené à le déplacer : doté d'une force herculéenne, un seul individu pesant moins d'un gramme est capable de déplacer un mulot mort pesant 30 grammes sur une courte distance, ce qu'illustre un petit film (aussi référencé sur le site insectes-net.fr ci-dessous). Remarquer les acariens parasites accrochés à la face ventrale du nécrophore mais qui ne semblent pas l'incommoder.

## Espèce proche
Un autre nécrophore noir de grande taille est Nicrophorus germanicus qui se distingue par ses massues antennaires noires.